# Liste des sites du patrimoine mondial délistés

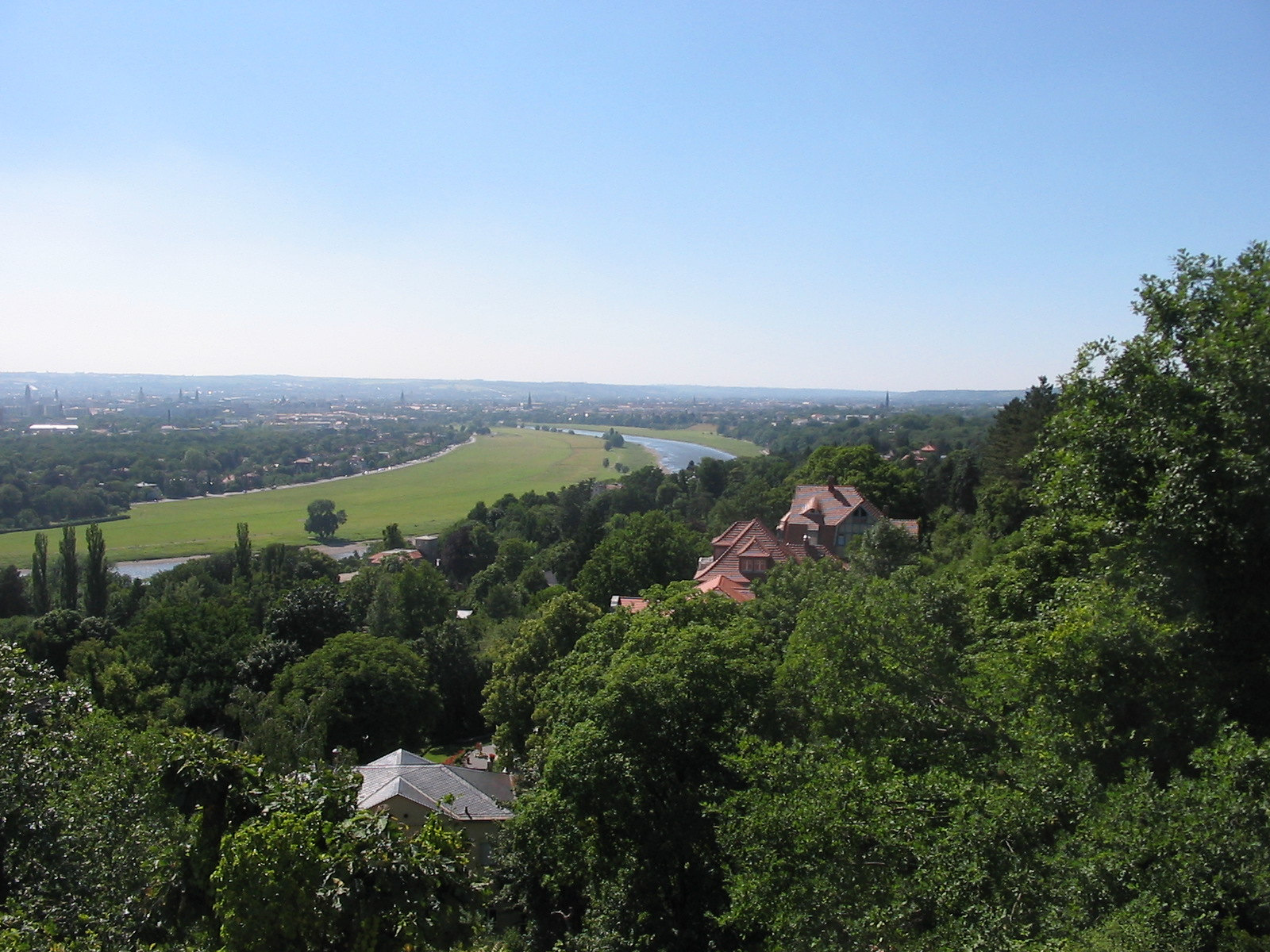
La Vallée de l'Elbe à Dresde, retirée de la liste en 2009 en raison de la construction d'un pont.

Un site inscrit sur la Liste du patrimoine mondial par l'UNESCO, peut en être retiré si cette dernière estime que le bien en question n'est pas correctement géré et protégé. Dans un premier temps, une fois les menaces identifiées, le bien peut être placé sur la Liste du patrimoine mondial en péril, le temps de mettre en place une concertation avec les autorités locales et de déterminer une stratégie pour remédier au problème. Si la discussion échoue, le comité du Patrimoine mondial peut donc annuler l'inscription.
À ce jour, seuls quatre sites ont été retirés de la liste : le sanctuaire de l'oryx arabe (Oman), en 2007 ; la vallée de l'Elbe à Dresde (Allemagne), en 2009 ; la cathédrale de Bagrati  (Géorgie), en 2017 et le port marchand de Liverpool (Royaume-Uni), en 2021.

## Sites retirés

### Sanctuaire de l'oryx arabe
En 2007, le sanctuaire de l'oryx arabe, inscrit en 1994, devient le premier bien inscrit par l'UNESCO à se voir délisté. Le comité du patrimoine mondial a retiré le bien de la liste du patrimoine mondial à la suite de la décision d'Oman de réduire de 90 % la superficie de la zone protégeant l'oryx d'Arabie, une antilope menacée, notamment pour permettre la prospection d'hydrocarbures,.

### Vallée de l'Elbe à Dresde
En 2009, le comité du patrimoine mondial vote le retrait de la vallée de l'Elbe à Dresde en raison de la construction du pont routier à quatre voies de Waldschlösschen, qui divise la vallée en deux et « porte atteinte à son intégrité paysagère ». Le site, qui s'étend sur 20 km, avait été inscrit en 2004. La décision découle d'une longue lutte des instances de l'UNESCO avec les autorités locales de Dresde ; la campagne d'un référendum local tenu en 2005 sur la réalisation du projet de pont n'avait pas mentionné que l'inscription à l'UNESCO était en jeu. Le site avait été placé sur la Liste du patrimoine mondial en péril en 2008. La finalisation du pont a acté la suppression de l'inscription, votée lors de la 33e session du Comité du patrimoine mondial à Séville.

### Cathédrale de Bagrati
En raison d’un grand projet de reconstruction portant atteinte à son intégrité et authenticité, la cathédrale de Bagrati (Géorgie), partie du bien « cathédrale de Bagrati et monastère de Ghélati », est retirée de la liste en 2017, le monastère de Ghélati y étant conservé. 

### Liverpool — Port marchand
Le comité du patrimoine mondial vote le retrait, en 2021, du bien « Liverpool – Port marchand » en raison de plusieurs constructions au sein du bien et de sa zone tampon, dont le projet Liverpool Waters (en), qui « portent atteinte à l'authenticité et à l'intégrité du site ».